# Гаврини
Гаврини (франц. Gavrinis) је мало острво у заливу Морбијан, Бретања, Француска. Знаменитост Гавринија је мегалитска подземна гробница из неолита, богата споменицима мегалитске уметности.

## Географски положај
Острво Гаврини је ненасељено. До њега се може доћи бродом из града Ларморе-Баден. Налази се на месту где се залив Морбијан отвара у Атлантски океан. Острво је гранитна стена димензија 750к400 метара.

## Име
Традиционално се верује да име Гаврини потиче од бретонских речи гавр (коза) и енез (острво), што значи „козје острво“. Очигледно је ова етимологија погрешна. У документима који датирају из 1184. и 1202. године, име острва је написано као Гуирв Енес, односно Гуерг Енес. Стара бретонска реч Гуерг није повезана са гавром, али има паралеле у старовелшком гвери или староирски ферг, што значи „рад“. Дакле, име је морало значити "култивисано острво".
Гробница у ходнику, која се налази на острву, датира из доба неолита. Има бројне аналоге - бретонске мегалите Карнак  и Локмариакер, ирски мегалити у Бру на Боин и шкотски Маесхове. Током изградње мегалита, око 3500. године п. н. е. е., острво је и даље било повезано са копном. Богата унутрашња декорација чини Гаврини једним од најзначајнијих споменика европске мегалитске уметности. Гробница је изузетно добро очувана.

## Историја истраживања
Прва ископавања обављена су 1835. године. Током њихове истраге откривена је унутрашња комора. Даља истраживања извршио је археолог Захари Ле Роузик, који је започео рестаурацију споменика око 1930. године. Даља ископавања вршена су 1960-их и 1970-их.
Гробница је, у поређењу са другим мегалитима у Француској, изграђена релативно касно. Његова употреба је престала око 3000. године п. н. е. Тада су изгореле дрвене конструкције које су облагале улаз, након чега се део хумке урушио, услед чега је улаз блокиран. Временом су пешчани наноси претворили хумку у обично брдо.
Пречник камене хумке је око 50 метара. Унутрашња структура се састоји од низа зидова који деле хумку на неколико „слојева“. Хумка је типичан пример сувозидане архитектуре.
Хумка је нагомилана на врху једне (скоро квадратне) гробне коморе, која се састоји од отприлике 50 пажљиво постављених плоча, смештених у центру хумке, пречника око 2,5 метара. Највећа од плоча, таванска плоча, тешка је око 17 тона. Сличне једноставне коморе типа долмен биле су уобичајене у Бретањи у периоду 4500 - 3000. године п. н. е. Истовремено, слични споменици изграђени су у Нормандији, Поату, Ирској, Великој Британији и на Пиринејском полуострву.
Напољу у ћелију води 14 метара дугачак ходник. Од 29 ортостата који чине зидове ходника, 23 су украшена уклесаним симболима и дезенима. Неки од симбола приказују одређене објекте, као што су секире или мотке. Уобичајени мотив рогова можда симболизује стоку, а фигура, која се конвенционално означава као „штит“, може бити стилизована слика особе. Постоје и више апстрактних мотива: цик-цак, ромб и серпентинасте линије.

## Изложена копија
Копија дела ходника из Гавринија, на којој се види камење са украсним резбаријама, изложена је у Музеју мегалитске некрополе Бугон у Де Севру.